# 茶垭乡
茶垭乡，是中华人民共和国四川省达州市万源市曾经下辖的一个乡。>2020年6月，撤销茶垭乡，将原茶垭乡磙子坪村所属行政区域划归官渡镇管辖。将原茶垭乡李家沟村、老龙寨村、李家坝村、老洼坪村所属行政区域划归太平镇管辖。

## 行政区划
茶垭乡撤销前下辖以下地区：
李家沟村、老龙寨村、李家坝村、石马河村、老洼坪村、邱家坪村和磙子坪村。